# فلز

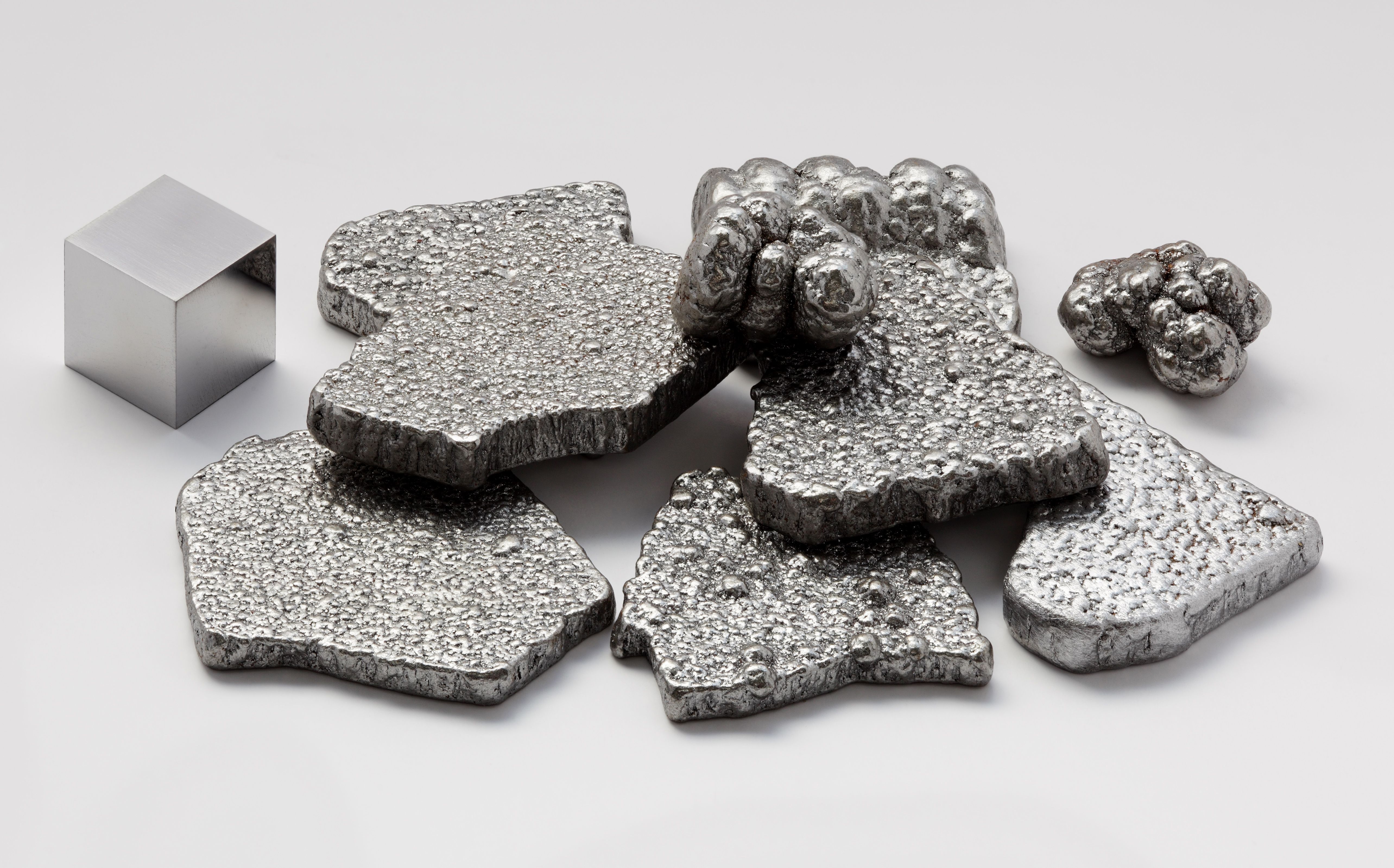
آهن، که در اینجا به صورت تکه‌تکه و یک مکعب ۱ سانتی‌متر مکعبی نشان داده شده است، نمونه‌ای از یک عنصر شیمیایی است که یک فلز است.

فلز یا توپال‌ها دسته‌ای از مواد غیرشفاف، گداخت‌پذیر، انعطاف‌پذیر و معمولاً براق هستند که رسانایی الکتریکی و گرمایی نسبتاً خوب یا خوبی نیز دارند. در شیمی، فلزات موادی هستند که به راحتی با از دست دادن الکترون‌های خود کاتیون‌ها را تشکیل می‌دهند و اکسیدها و هیدروکسیدهای اساسی تولید می‌کنند.

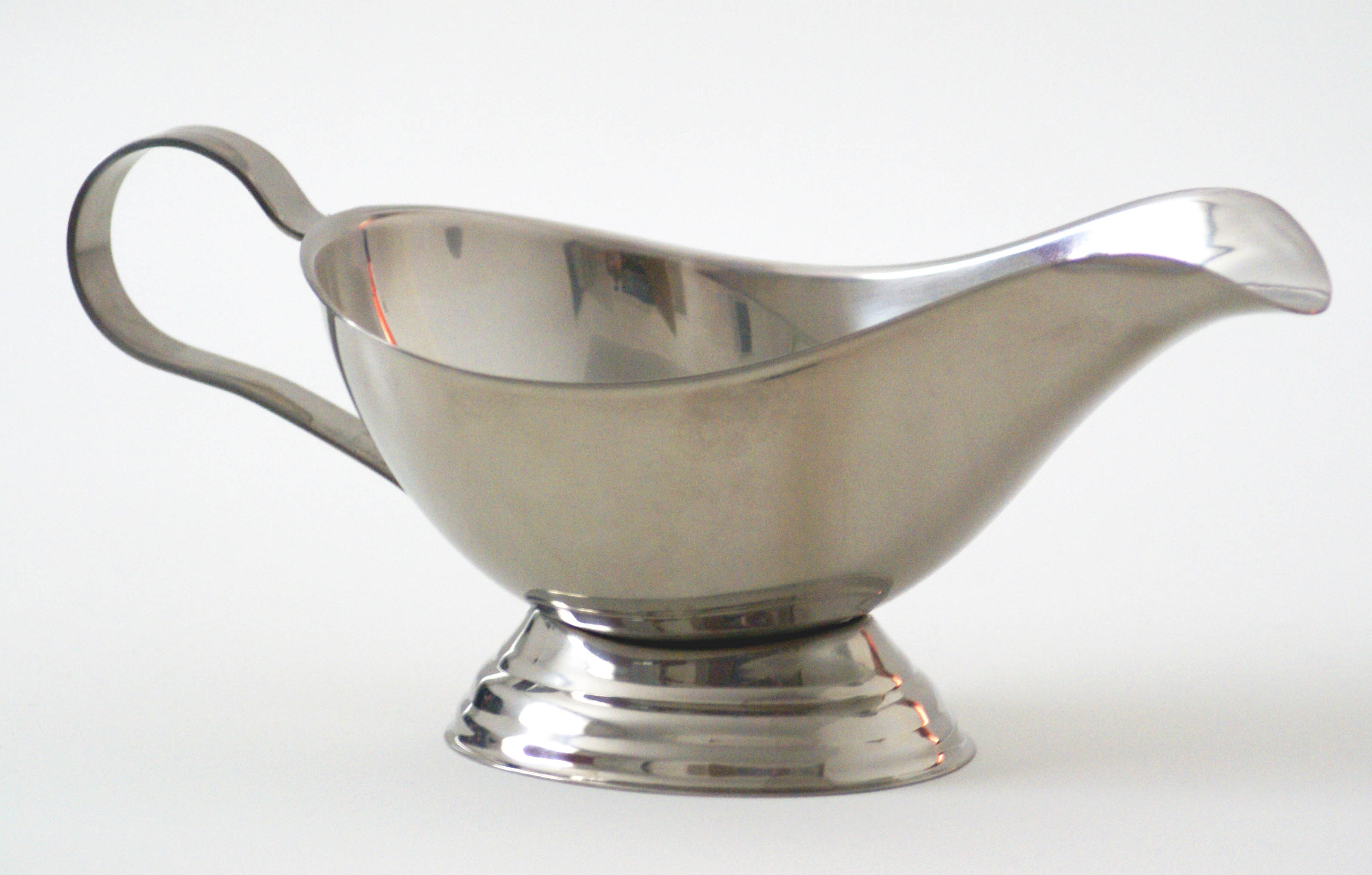
یک ظرف فلزی از جنس فولاد زنگ‌نزن که آلیاژی از آهن، کروم و کربن است.

در فیزیک، فلز به‌طور کلی به عنوان هر ماده‌ای در نظر گرفته می‌شود که قادر به هدایت الکتریسیته در دمای صفر مطلق باشد. بسیاری از عناصر و ترکیباتی که به‌طور معمول به عنوان فلز طبقه‌بندی نمی‌شوند در فشارهای زیاد فلزی می‌شوند. به عنوان مثال، ید غیر فلزی به تدریج در فشاری بین ۴۰ تا ۱۷۰ هزار برابر فشار اتمسفر تبدیل به فلز می‌شود. به همین ترتیب، برخی از موادی که به عنوان فلز در نظر گرفته می‌شوند، می‌توانند به غیرفلز تبدیل شوند. به عنوان مثال، سدیم در فشار کمتر از دو میلیون برابر اتمسفر به یک نافلز تبدیل می‌شود.
در شیمی، دو عنصر آرسنیک و آنتیموان که طبق تعریف فلز در فیزیک به عنوان فلزات شکننده شناخته می‌شوند، معمولاً به‌دلیل خواص شیمیایی به عنوان شبه‌فلز طبقه‌بندی می‌شوند. حدود ۹۵ عنصر از ۱۱۸ عنصر جدول تناوبی فلز هستند (یا احتمالاً چنین هستند). این عدد دقیق نیست زیرا مرزهای بین فلزات، نافلزات و شبه‌فلزات به دلیل فقدان تعاریف پذیرفته شده جهانی از دسته‌های درگیر، کمی در نوسان است.

## نام
واژه فِلِز معرب واژه پهلوی پْلِنْج است، که هم‌خانواده با واژه فارسی برنج است.

## خواص

### شکل و ساختار
فلزات براق و درخشان هستند، حداقل زمانی که تازه ساخته شده یا صیقلکاری شده‌اند. ورق‌های فلزی ضخیمتر از چند میکرومتر غیرشفاف به نظر می‌رسند، اما ورق طلا نور سبز را از خود عبور می‌دهد.

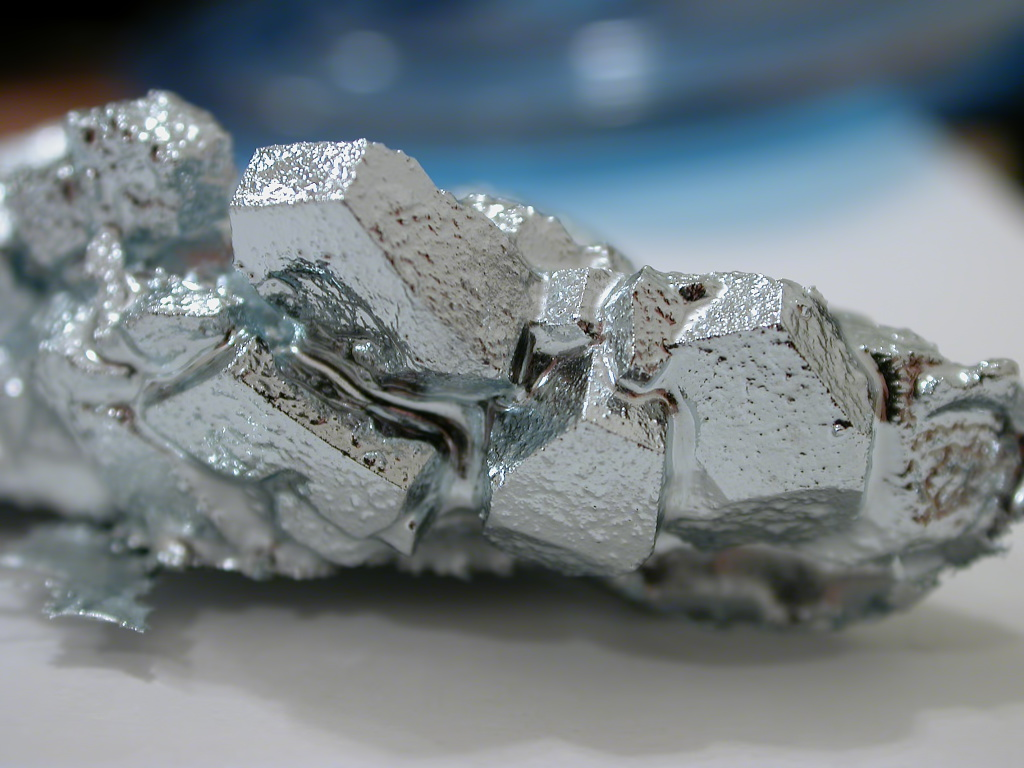
کریستال‌های گالیم

حالت جامد یا مایع فلزات عمدتاً از ظرفیت اتم‌های فلزی ناشی می‌شود که به آسانی الکترون‌های پوسته بیرونی خود را از دست می‌دهند. به‌طور کلی، نیروهایی که الکترون‌های لایه بیرونی یک اتم را در جای خود نگه می‌دارند، ضعیف‌تر از نیروهای جاذبه روی همان الکترون‌ها هستند که از برهم‌کنش بین اتم‌های فلز جامد یا مایع ناشی می‌شوند. الکترون‌های درگیر تغییر مکان پیدا می‌کنند و ساختار اتمی یک فلز را می‌توان به‌طور مؤثری به‌عنوان مجموعه‌ای از اتم‌های تعبیه‌شده در ابری از الکترون‌های نسبتاً متحرک تجسم کرد. به این نوع برهمکنش، پیوند فلزی می‌گویند. استحکام پیوندهای فلزی در فلزات مختلف در حوالی مرکز سری فلزات واسطه به حداکثر می‌رسد، زیرا این عناصر دارای تعداد زیادی الکترون جابجا شده هستند.
اگرچه بیشتر فلزات عنصری چگالی بالاتری نسبت به بسیاری از غیرفلزها دارند، تنوع زیادی در چگالی آنها وجود دارد، لیتیوم کمترین چگالی (۰٫۵۳۴ گرم بر سانتی‌متر مکعب) را داشته و اسمیم (۲۲٫۵۹ گرم بر سانتی‌متر مکعب) بالاترین چگالی را دارد. منیزیم، آلومینیوم و تیتانیوم فلزات سبکی هستند که اهمیت تجاری زیادی دارند. چگالی آنها ۱٫۷، ۲٫۷ و ۴٫۵ گرم بر سانتی‌متر مکعب را می‌توان با فلزات ساختاری قدیمی تر، مانند آهن در ۷٫۹ و مس در ۸٫۹ گرم بر سانتی‌متر مکعب مقایسه کرد؛ بنابراین وزن یک توپ آهنی به اندازه سه توپ آلومینیومی با حجم برابر است.
فلزات معمولاً چکش‌خوار و انعطاف‌پذیر هستند و تحت تنش بدون شکاف تغییر شکل می‌دهند. تصور می‌شود که ماهیت غیر جهتی پیوند فلزی به شکل قابل توجهی در شکل‌پذیری بیشتر جامدات فلزی کمک می‌کند. در مقابل، در یک ترکیب یونی مانند نمک خوراکی، وقتی صفحات یک پیوند یونی از کنار یکدیگر می‌لغزند، تغییر مکان حاصل، یون‌های بار یکسان را به نزدیکی منتقل می‌کند و منجر به شکاف برداشتن کریستال می‌شود. چنین جابجایی یا شیفتی در یک کریستال با پیوند کووالانسی، مانند الماس، که در آن شکستگی و تکه‌تکه شدن کریستال رخ می‌دهد، مشاهده نمی‌شود. تغییر شکل الاستیک برگشت‌پذیر در فلزات را می‌توان با قانون هوک برای بازگرداندن نیروها توصیف کرد، که در آن تنش به‌طور خطی با کرنش متناسب است.

### خواص الکتریکی و گرمایی
ساختار الکترونیکی فلزات به این معنی است که آنها رسانای نسبتاً خوبی برای الکتریسیته هستند. الکترون‌های موجود در ماده فقط می‌توانند سطوح انرژی ثابت و نه متغیر داشته باشند، و در یک فلز، سطوح انرژی الکترون‌های ابر الکترونی آن، حداقل تا حدی، با سطوح انرژی که در آن رسانش الکتریکی می‌تواند رخ دهد، مطابقت دارد. در نیمه هادی‌هایی مانند سیلیسیم یا نافلزی مانند گوگرد، یک شکاف انرژی بین الکترون‌های موجود در ماده و سطح انرژی وجود دارد که در آن رسانش الکتریکی می‌تواند رخ دهد. در نتیجه، نیمه‌رساناها و نافلزات رسانای نسبتاً ضعیفی هستند.
فلزات رسانای نسبتاً خوبی برای گرما هستند. الکترون‌های موجود در ابر الکترونی یک فلز بسیار متحرک هستند و به راحتی قادر به انتقال انرژی ارتعاشی ناشی از گرما هستند.
سهم الکترون‌های یک فلز در ظرفیت گرمایی و هدایت حرارتی آن و رسانایی الکتریکی خود فلز را می‌توان از مدل الکترون آزاد محاسبه کرد. با این حال، این ساختار جزئیات شبکه یونی فلز را در نظر نمی‌گیرد. در نظر گرفتن پتانسیل مثبت ناشی از آرایش هسته‌های یونی، ساختار نوار الکترونیکی و انرژی اتصال یک فلز را در نظر می‌گیرد. مدل‌های ریاضی مختلفی قابل اجرا هستند که ساده‌ترین آنها مدل تقریباً الکترون آزاد است.

### خواص شیمیایی
فلزات معمولاً تمایل به تشکیل کاتیون از طریق از دست دادن الکترون دارند. بیشتر آنها با اکسیژن موجود در هوا واکنش نشان می‌دهند و در بازه‌های زمانی مختلف اکسید می‌شوند (پتاسیم در چند ثانیه می‌سوزد در حالی که آهن در طول سال‌ها زنگ می‌زند). برخی دیگر مانند پالادیم، پلاتین و طلا به هیچ وجه با جو واکنش نشان نمی‌دهند. اکسیدهای فلزات برخلاف اکسیدهای غیرفلزها که اسیدی یا خنثی هستند، عموماً بازی (قلیایی) هستند. استثناها عمدتاً اکسیدهایی با حالت‌های اکسیداسیون بسیار بالا مانند CrO3، Mn2O7 و OsO4 هستند که واکنش‌های کاملاً اسیدی (جوهری، جوهر=اسید) دارند.
رنگ آمیزی، آنودایز کردن یا آبکاری فلزات راه‌های خوبی برای جلوگیری از خوردگی آنها هستند.